# Wassili Wassiljewitsch Merkurjew
Wassili Wassiljewitsch Merkurjew (russisch Василий Васильевич Меркурьев; * 24.jul. / 6. April 1904greg. in Ostrow, Russisches Kaiserreich; † 12. Mai 1978 in Leningrad) war ein sowjetischer Theater- und Film-Schauspieler,  Theaterregisseur sowie Schauspiellehrer.

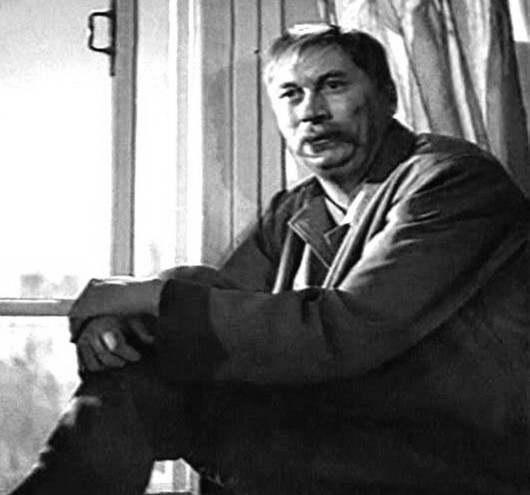
Merkurjew in Der wahre Mensch (1948)

## Herkunft und Laufbahn
Wassili Merkurjew war der Sohn von Wassili Iljitsch Merkurjew und Anna Iwanowna, geb. Grossen. Die Mutter stammte aus der Schweiz und war mit ihrem Bruder Heinrich nach Russland ausgewandert. Sie arbeitete als Haushälterin, Wassili Merkurjew sen. handelte mit Teer. Das Paar hatte noch fünf weitere Söhne, von denen einer, Alexander, während der Leningrader Blockade verhungerte. Jewgeni Merkurjew, ein weiterer Bruder, verließ Russland mit seinem Onkel Heinrich Grossen und wurde später Dirigent und Komponist.
Der junge Wassili begann 1920 am Städtischen Theater seines Geburtsortes aufzutreten. Ab 1922 war er in Noworschew beschäftigt und absolvierte 1926 das Leningrader Institut für darstellende Kunst. Zu seinen Kommilitonen gehörten Nikolai Konstantinowitsch Simonow, Juri Wladimirowitsch Tolobejew und Witali Pawlowitsch Polizeimako. In den nächsten beiden Jahren trat er bei verschiedenen Theatern in Leningrad auf, u. a. für die Rote Armee. Von 1928 bis 1937 hatte Merkurjew ein Engagement beim Theater von Leonid Sergejewitsch Wiwjen inne. Anschließend wechselte er an das Akademische Dramatheater „A. Puschkin“ und stand hier bis zu seinem Tod unter Vertrag. Während des Deutsch-Sowjetischen Krieges siedelte Merkurjew mit seiner Familie nach Nowosibirsk über, wohin das Theater verlegt wurde. 1944 und 1945 arbeitete er dort auch für das örtliche Jugendtheater.
Sein Filmdebüt gab der dunkelhaarige Mime 1935 in dem verschollenen belorussischen Sozialdrama Инженер Гоф (Inschener Gof). Im selben Jahr trat er im Bürgerkriegsfilm Подруги (Podrugi) auf, der seine langjährige Zusammenarbeit mit dem Lenfilmstudio einläutete. 1946 war er in Небесный тихоход (Nebesny tichochod) erstmals in einer Hauptrolle zu sehen. Für seinen Auftritt in der im selben Jahr erschienen Filmbiografie Glinka erhielt er seinen ersten von insgesamt drei Stalinpreisen. Merkurjew trat bis 1975 als Filmdarsteller in Erscheinung, neben sowjetischen Produktionen auch als Hauptdarsteller in der bulgarischen Komödie Viel Glück, Ani (1961) sowie in der bulgarisch-ungarischen Fernsehreihe На каждом километре (Na kaschdom kilmoetre, 1969–1971). Außerdem wirkte er an zehn Bühnenaufzeichnungen und sechs Kurzfilmen mit, u. a. an der Seite von Iwan Moskwin und Konstantin Slobin in Хирургия (Chirurgija, 1939) nach Anton Tschechow. Merkurjew galt als wandlungsfähiger Darsteller, der sowohl ernste wie auch humoristische Rollen zu verkörpern wusste. Seine letztes Bühnenengagement hatte er in Erzählung über das menschliche Herz von Daniil Chrabrowizki.
Ab 1934 unterrichtete Merkurjew am Leningrader Institut für Theater, Musik und Kinematographie (ЛГИТМиК), 1950 wurde ihm eine Professur übertragen. Zu seinem Schülern gehörten Marina Nejolowa, Igor Petrowitsch Wladimirow und Jewgeni Borisowitsch Leonow-Gladyschew. Außerdem gab er Konzerte.
Der populäre Darsteller gehörte seit 1948 der KPdSU an. Er starb 74-jährig in Leningrad und wurde vier Tage nach seinem Tod auf dem Wolkowo-Friedhof beigesetzt.

## Ehrungen
Merkurjew war Träger folgender Titel und Auszeichnungen:
- Verdienter Künstler der RSFSR (11. Januar 1947)
- Stalinpreis (1947, 1949, 1952)
- Orden des Roten Banners der Arbeit (1950, 1964)
- Volkskünstler der RSFSR (13. Juli 1955)
- Medaille „Zum 250-jährigen Jubiläum Leningrads“
- Volkskünstler der UdSSR (17. Oktober 1960)
- Jubiläumsmedaille „Zum Gedenken an den 100. Geburtstag von Wladimir Iljitsch Lenin“
- Leninorden (1974)
- Staatspreis der RSFSR (posthum 1979)
- Medaille „Für heldenmütige Arbeit im Großen Vaterländischen Krieg 1941–1945“
- Medaille „Veteran der Arbeit“

Er wurde jeweils 1975, 2009 und 2013 in Dokumentarfilmen porträtiert.

## Privates
Merkurjew galt als stiller und nachdenklicher, zugleich aber auch als sehr familiärer Mensch. Er war seit 1933 mit Irina Meyerhold verheiratet, die er am ЛГИТМиК kennengelernt hatte. Sie arbeitete damals als Regieassistentin für Lenfilm. Beide hatten zwei Töchter namens Anja und Katja sowie einen Sohn namens Pjotr (1943–2010), der ebenfalls Schauspieler wurde und darüber hinaus als Musikwissenschaftler und Chorleiter wirkte. Die Familie lebte nach der Rückkehr aus Nowosibirsk zunächst mit Merkurjews Kollegin Olga Jakowlewna Lebsak und deren Familie in einer Wohnung. Später bewohnten sie einen kleinen Hof bei Leningrad.

## Theaterarbeit (Auswahl)
- Правда хорошо, а счастье лучше (Prawda choroscho, a stschastje lutschsche) – von Alexander Ostrowski
- Späte Liebe (Posdnjaja ljubow) – von Alexander Ostrowski
- Verstand schafft Leiden (Gore ot uma) – von Alexander Gribojedow
- За тех, кто в море (Sa tech, kto w more) – von Boris Andrejewitsch Lawrenjow
- Ein heißes Herz (Gorjatscheje serdze) – von Alexander Ostrowski
- Das letzte Opfer (Poslednjaja schertwa) – von Alexander Ostrowski
- Was ihr wollt (Twelfth Night) – William Shakespeare
- Сонет Петрарки (Sonet Petrarki) – von Nikolai Pogodin
- Erzählung über das menschliche Herz (Powest o tschelowekom serdze) – von Daniil Chrabrowizki
- Петр I (Petr I) – nach Alexei Tolstoi
- Drei Schwestern (Tri sestry) – von Anton Tschechow (Regie)
- Чапаев (Tschapajew) – nach Dmitri Furmanow (Regie)

## Filmografie (Auswahl)
- 1937: Maxims Rückkehr (Woswraschtschenije Maxima)
- 1938: Professor Mamlock
- 1939: Patriot
- 1940: Im Kampf ums Glück (Tschlen prawitelstwa)
- 1941: Tanker „Derbent“
- 1946: Der Schwur (Pitsi)
- 1946: Glinka
- 1946: Небесный тихоход (Nebesny tichochod)
- 1947: Aschenbrödel (Soluschka)
- 1948: Der wahre Mensch (Powest o nastojaschtschem tscheloweke)
- 1949: Die Stalingrader Schlacht – Teil 1 (Stalingradskaja bitwa I)
- 1949: Die Stalingrader Schlacht – Teil 2 (Stalingradskaja bitwa II)
- 1951: Die Kumpels von Donbass (Donezkije schachtery)
- 1951: Das unvergeßliche Jahr 1919 (Nesabywajemy 1919 god)
- 1952: Dem Leben entgegen (Nawstretschu schisni)
- 1954: Reise mit Hindernissen (Wernye drusja)
- 1955: Der Weltmeister (Tschempion mira)
- 1955: Was ihr wollt (Dwenadzataja notsch)
- 1957: Die Kraniche ziehen (Letjat schurawli)
- 1960: Menschen auf der Brücke (Ljudi na mostu)
- 1960: Ich hab’ dich lieb, Serjoscha (Serjoscha)
- 1961: Flammende Jahre (Powest plamennych let)
- 1961: Viel Glück, Ani (Bdi schtschatsliwa, Ani!)
- 1969: Ein Adelsnest (Dworjanskoje gnesdo)
- 1972: Abschied von Petersburg (Proschtschanije s Peterburgom)
- 1974: Start zur Kassiopeia (Moskwa – Kassiopeja)
- 1976: Die Einzige (Edinstwennaja)
- 1978: Der große Tierbändiger (Weliki ukrotitel) (Fernsehfilm)